# Tommy Layne
Pour les articles homonymes, voir Layne.
Thomas Kevin Layne (né le 2 novembre 1984 à Saint-Louis, Missouri, États-Unis) est un lanceur de relève gaucher des Ligues majeures de baseball jouant avec les Red Sox de Boston.

## Carrière
Tom Layne est drafté par les Diamondbacks de l'Arizona au 26e tour de sélection en 2007. Alors qu'il est toujours joueur de ligues mineures, son contrat est vendu aux Padres de San Diego le 3 mai 2012.
Layne, un lanceur gaucher, fait ses débuts dans le baseball majeur comme releveur pour les Padres le 14 août 2012. Il réussit un premier sauvetage dans les majeures le 22 août 2012 face aux Pirates de Pittsburgh et récolte sa première victoire le 4 septembre suivant contre les Dodgers de Los Angeles. Il complète sa première saison avec deux victoires sans aucune défaite, deux sauvetages et une moyenne de points mérités de 3,24 en 26 apparitions au monticule. Il enregistre 25 retraits sur des prises en à peine 16 manches et deux tiers lancées.
On le voit dans 14 parties des Padres en 2013. En seulement 8 manches et deux tiers de travail, sa moyenne de points mérités s'élève à 2,08 mais il encaisse la défaite à chacune de ses deux décisions.
Layne joue pour les Red Sox de Boston en 2014.